# Aleurites
Aleurites J.R.Forst. & G.Forst. è un genere di piante della famiglia delle Euforbiacee.

## Tassonomia
Il genere comprende due sole specie:
- Aleurites moluccanus (L.) Willd.
- Aleurites rockinghamensis (Baill.) P.I.Forst.

## Usi
I semi di queste piante sono noti come "noci delle Molucche", e sono utilizzati per l'estrazione di olio a uso industriale.